# 北馬里亞納群島足球代表隊
北馬利亞納群島足球代表隊是北馬里亞納群島足球協會派出的一支認可官方足球代表隊，其至今仍然未加入國際足協，又名塞班島足球代表隊。於2010年6月8日，在南非約翰尼斯堡加拉雷會議中心舉行的亞洲足協特別代表大會上，決定接受北馬里亞納群島足球協會成為亞洲足球聯會候補會員。於2006年12月，北馬利亞納群島以臨時會員身份加入東亞足球協會，於2008年9月被確認為正式會員。
北馬利亞納群島足球代表隊，首次參加的主要賽事是密克羅尼西亞聯邦運動會。
北馬里亞納群島足球協會會長為Jerry Tan，即香港企業家陳守仁之子。

## 官方及非官方比賽紀錄
| 日期          | 對手               | 賽果 | 比分   | 比賽性質                 | 比賽城市                 | 進球球員                 |
| ------------- | ------------------ | ---- | ------ | ------------------------ | ------------------------ | ------------------------ |
| 1998年7月27日 | 帛琉B隊            | 勝   | 8 - 0  | 1998年密克羅尼西亞運動會 | 帛琉                     | 不詳                     |
| 1998年7月28日 | 雅浦島             | 勝   | 8 - 0  | 1998年密克羅尼西亞運動會 | 帛琉                     | 不詳                     |
| 1998年7月30日 | 關島               | 負   | 1 - 2  | 1998年密克羅尼西亞運動會 | 帛琉                     | 不詳                     |
| 1998年7月31日 | 帛琉               | 勝   | 12 - 1 | 1998年密克羅尼西亞運動會 | 帛琉                     | 不詳                     |
| 1998年8月1日  | 波納佩島足球代表隊 | 勝   | 11 - 2 | 1998年密克羅尼西亞運動會 | 帛琉                     | 不詳                     |
| 1998年8月3日  | 關島               | 勝   | 3 - 0  | 1998年密克羅尼西亞運動會 | 帛琉                     | 不詳                     |
| 1999年7月12日 | 密克羅尼西亞聯邦   | 負   | 0 - 7  | 1999年密克羅尼西亞盃     | 密克羅尼西亞聯邦，雅浦島 |                          |
| 2007年3月25日 | 關島               | 負   | 2 - 3  | 2008年東亞足球錦標賽預賽 | 北馬里亞納群島，塞班島   | Mark McDonald 57' 75'    |
| 2007年4月1日  | 關島               | 負   | 0 - 9  | 2008年東亞足球錦標賽預賽 | 關島，迪迪多             |                          |
| 2008年4月27日 | 關島               | 負   | 2 - 3  | 友誼賽                   | 北馬里亞納群島，塞班島   | 王喆，Steve McKagan      |
| 2009年3月11日 | 澳門               | 負   | 1 - 6  | 2010年東亞足球錦標賽預賽 | 關島，約納               | 王喆 5'                  |
| 2009年3月13日 | 關島               | 負   | 1 - 2  | 2010年東亞足球錦標賽預賽 | 關島，約納               | Peter Loken 81' (pen.)   |
| 2009年3月15日 | 蒙古               | 負   | 1 - 4  | 2010年東亞足球錦標賽預賽 | 關島，約納               | Nicolas Swaim 74' (pen.) |

## 歷任教練
2013年:古廉權其足球代表隊教練為曾經帶領香港甲組足球聯賽晨曦足球會成為「五冠王」的，其他足球教練包括同王國斌和鄧志明等。
2014至今:関口潔

## 備註
1. ↑  . Saipan Tribune.   [2009-03-23]. （原始内容存档于2012-02-14）.
2. ↑  古廉權統領塞班島 晨曦5冠名帥推動太平洋足運 《東方日報》 2012年12月15日
3. ↑  古廉權助塞班島發展足運 《太陽報》 2012年12月15日

## 外部連結
- 加入東亞足球聯盟

Template:東亞足球協會國家足球代表隊